# 1213
Cette page concerne l'année 1213  du calendrier julien. Pour l'année 1213 av. J.-C., voir 1213 av. J.-C.
L'année 1213 est une année commune qui commence un mardi.

## Événements
- Janvier : Djebé aide le khitan Ye-lu Liou-ko à s'établir à Liaoyang sous la suzeraineté mongole[1].
- Gengis Khan divise son armée en trois groupes pour attaquer la Chine. Ses fils Ogodeï, Djötchi et Djaghataï marchent sur le Shanxi, Gengis Khan et son fils cadet Tolouï-otchigin traversent le Hebei vers Pékin, Kassar assisté de Témugué-otchigin marche sur la région de Liaoxi[2]. Les trois armées établissent le blocus devant Pékin.
- 10 septembre[3] : pendant le siège de Pékin, un officier impérial renverse l’empereur Jin Wei Chao, jugé inefficace. Il est tué le lendemain et remplacé le 22 septembre par son neveu Wudubu (mort le 19 janvier 1223). Après un long siège, le nouvel empereur négocie la paix, verse une énorme contribution de guerre (or, chevaux, soie, esclave) et offre à Gengis Khan une princesse impériale (1214).

- 26 décembre : Muhammad an-Nasir, rentré au Maroc après sa défaite en Espagne, transmet le pouvoir à son fils Yusuf al-Mustansir (fin en 1224)[4]. L’empire almohade se désintègre en plusieurs états rivaux dont les luttes font retomber le Maghreb dans l’anarchie[5].

- Incursions mongoles en Corée.
- Le naïman Kütchlüg, après la mort de son beau-père Tche-lou-kou, arrive officiellement au pouvoir au Kara Khitaï. Chrétien, il persécute les musulmans de l’empire[6].

### Europe
- 27 janvier : 
  - Raymond VI, comte de Toulouse rend hommage à Pierre II d'Aragon[7], hommage qui dura jusqu'à la bataille de Muret, le 12 septembre.
  - Pierre Mauclerc devient, après son mariage avec Alix de Thouars, duchesse de Bretagne, « baillistre » du duché de Bretagne, c'est-à-dire en quelque sorte duc de Bretagne, et le restera jusqu'en 1237[8].
- 8 avril : Philippe Auguste, autorisé par le pape Innocent III à conquérir l’Angleterre, rassemble ses vassaux à Soissons et charge son fils Louis de conduire l'expédition[9].
  - Triomphe du pape Innocent III dans l’affaire du divorce de Philippe Auguste et de la reine de France Isambour ou Ingeburge du Danemark. Lors de l'assemblée de Soissons, le roi de France annonce officiellement qu'il reprend son épouse auprès de lui[10].
- 19 avril : ouverture du IVe concile du Latran. Le pape Innocent III prêche une nouvelle croisade en Terre sainte[11].
- 10 mai : Philippe Auguste, qui a rassemblé une puissante flotte à Boulogne-sur-Mer pour traverser la Manche, s'embarque pour Gravelines[12].
- 15 mai, Douvres : devant l’opposition de ses sujets, Jean sans Terre se réconcilie avec le Saint-Siège et accepte de devenir son vassal[13]. À la suite de l’accord entre le pape Innocent III et le roi Jean, Etienne Langton est reconduit à son poste d’archevêque de Cantorbéry.
- 22 mai, Gravelines : Philippe Auguste apprend du prélat l'annulation de la croisade et décide de retourner son armée contre le comte de Flandre.
- 30 - 31 mai : bataille navale de Damme. Un raid anglais détruit la flotte française qui était destinée à envahir l'Angleterre[14].
- Juin : mise à sac des villes de Flandre par l'armée française
- 12 juillet[15] : l'empereur Frédéric II ratifie par la constitution ou bulle d'or d'Egra (de) les concessions faite par Otton IV au pape Innocent III (il reconnaît à la papauté les biens de la comtesse Mathilde, abolit le droit de dépouille, rétablit les appels en cour de Rome[16]).
- 12 septembre : bataille de Muret. Victoire de Simon IV de Montfort contre le roi d'Aragon, Pierre II et son beau-frère le comte Raymond VI de Toulouse. L'affrontement a lieu au pied du château de Muret où les croisés, plus disciplinés, écrasent le vainqueur de Las Navas de Tolosa qui est tué dans la bataille.
  - Exil de Raymond VI en Angleterre.
  - Début du règne de Jacques Ier le Conquérant (1208-1276), roi d’Aragon.
- 24 septembre : assassinat de la reine de Hongrie Gertrude de Méran par les seigneurs hongrois, jaloux de l'influence de ses favoris, alors que le roi André II de Hongrie mène une campagne en Russie[17].
- Décembre : Siège et prise du château de Tournoël[18]. Le comte Guy II d'Auvergne perd la grande majorité de ses terres. L’Auvergne est annexée et entre dans le domaine royal français. Guy de Dampierre reçoit à titre viager la Terre d'Auvergne[19].

- Concile de Paris XXII, qui rappelle aux évêques leurs devoirs de charité et d’hospitalité[20].